# Half-Life: Opposing Force
Half-Life: Opposing Force est un jeu vidéo de tir à la première personne développé par Gearbox Software et sorti en novembre 1999 en tant qu’add-on d’Half-Life. Opposing Force (ou Op4) reprend l'histoire d’Half-Life quelques heures à peine après la catastrophe de Black Mesa. Le joueur incarne le caporal Adrian Shephard, un des nombreux Marines envoyés sur les lieux pour reprendre le contrôle de la situation.
Cet add-on a rencontré un grand succès grâce aux clins d'œil qu'il fait à l'opus précédent, et à la capacité de commander plusieurs soldats et donc de se former en petit groupe tout au long du jeu.

## Trame

### Univers

#### Armes

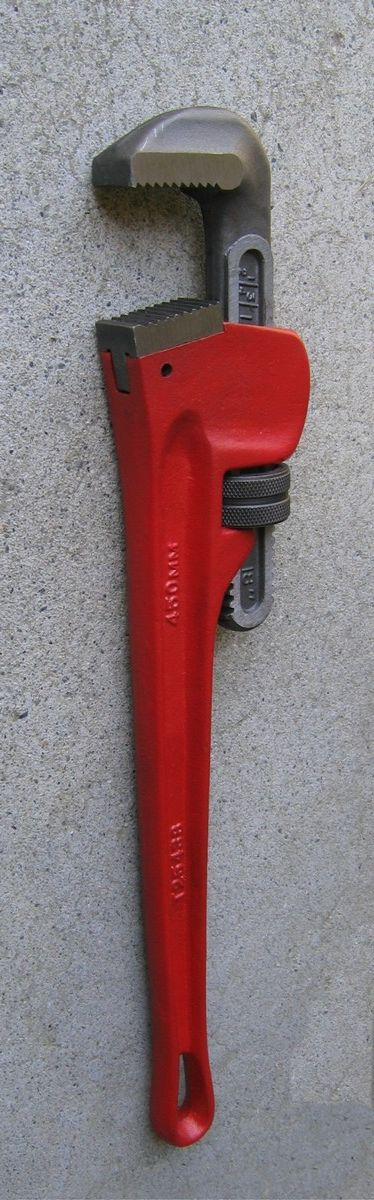
Une clé à griffe à mâchoires fixes.

En plus de quelques armes présentes dans Half-Life, neuf nouvelles armes ont été ajoutées dans Opposing Force, dont certaines plus efficaces que celles du jeu précédent.
- Clé à griffe : cette arme blanche remplace le pied-de-biche emblématique de Half-Life. Elle est plus lente mais deux fois plus puissante.
- Couteau : plus rapide que la clé à griffe mais moins puissant.
- Grappin Barnacle : des scientifiques ont réussi à détacher ce barnacle sans le tuer et à le transformer en arme organique qui attaque les ennemis et permet aussi de se hisser comme avec un grappin.
- Desert Eagle : ce pistolet est l'équivalent du revolver .357 d'Half-Life, avec le même type de munitions et une cartouche de plus dans le chargeur. Il est beaucoup plus rapide que le revolver mais il possède une précision très faible (défaut qui peut être corrigé via l'activation du viseur rouge avec la touche secondaire de la souris par défaut).
- M249 SAW : ce fusil-mitrailleur est une arme très puissante avec une fréquence de tir élevée, mais ayant une précision décente et un recul extrême, et possédant un chargeur de 50 cartouches.
- M40A1 : un fusil à lunette qui remplace l'arbalète d'Half-Life, avec un chargeur de 5 cartouches, une fréquence de tir plus lente mais une puissance deux fois supérieure.
- Canon Displacer : cette arme expérimentale utilise le même type de munitions que le Tau Cannon et le Gluon Cannon d’Half-Life. Le tir primaire permet au joueur de lancer une grosse boule d'énergie téléportant la victime dans une autre dimension et causant de sérieux dommages à son entourage. Le tir secondaire expédie Shephard lui-même sur Xen, où il peut se procurer des soins et/ou des munitions.
- Fusil de choc : c'est l'arme électrique des shock troopers, qu'ils abandonnent parfois en mourant. Elle lance de petites balles d'électricité plasma permettant de paralyser certaines victimes. Les munitions sont illimitées, avec 10 balles dans le magasin.
- Lance-spores : cette arme alien est organique et lance des spores explosifs que le joueur peut se procurer dans la végétation qui envahit Black Mesa après la catastrophe. Elle peut tirer un maximum de 5 spores avant d'être rechargé.

### Histoire
Dans Half-Life, le joueur incarnait le docteur en physique Gordon Freeman qui provoquait accidentellement une catastrophe pendant une expérience et une invasion extra-terrestre. Le joueur devait se battre au cœur du complexe expérimental de Black Mesa contre à la fois toutes sortes de monstres et des soldats venus les repousser et faire disparaitre les témoins. Cet add-on lui permet maintenant d'incarner un des marines en question, le caporal Adrian Shephard, dont l'avion s'écrase dès l'introduction.

## Développement

### Musiques
Réalisées par Chris Jensen, les musiques de Opposing Force peignent parfaitement l'atmosphère qu'il se dégage du jeu.

## Postérité
Tout comme Half-Life, Opposing Force dispose également de son remake fait par des fans sous le moteur de Half-Life 2, Operation Black Mesa. Le mod est toujours en développement.